# Mercy (Muse)
Mercy is een nummer van de Britse rockband Muse uit 2015. Het is de derde single van hun zevende studioalbum Drones.
"Mercy" is een uptempo elektronisch rocknummer. De zin "Help me, I've fallen on the inside" aan het begin is een verwijzing naar de hoofdpersoon van het album Drones. "Hij weet en herkent dat hij iets verloren heeft, dat hij zichzelf verloren heeft. Hij realiseert zich dat hij overmeesterd is door de donkere krachten die op Psycho geïntroduceerd werden", aldus Matt Bellamy van Muse.
Het nummer haalde geen hitlijsten in Muse's thuisland het Verenigd Koninkrijk, en ook niet in Nederland. In Vlaanderen haalde het de 3e positie in de Tipparade.

## NPO Radio 2 Top 2000
| Nummer met noteringen in de NPO Radio 2 Top 2000 | '15  | '16 | '17  | '18  | '19  | '20  | '21  | '22  |
| ------------------------------------------------ | ---- | --- | ---- | ---- | ---- | ---- | ---- | ---- |
| Mercy                                            | 1491 | 909 | 1253 | 1360 | 1422 | 1792 | 1860 | 1863 |

1. ↑  Een vetgedrukt getal geeft de hoogste notering aan.
2. ↑  2015 was het eerste jaar met een notering voor dit nummer.
3. ↑  Deze tabel is bijgewerkt tot en met de laatste editie (2024).